# Alburquerque, Badajoz
Alburquerque este un oraș din Spania, situat în provincia Badajoz din comunitatea autonomă Extremadura. Are o populație de 5.656 de locuitori.